# Dinar zianide
Le dinar zianide ou ziyanî est la monnaie en or frappée au Maghreb central sous la dynastie zianide puis sous la régence d'Alger où avec le dinar de Béjaïa et de Constantine elle reste une référence monétaire importante par son poids en or. 
Sous la régence d'Alger, elle reste frappée à Tlemcen et employée à l'ouest, mais également à Alger et au centre du pays jusqu'au XVIIe siècle en raison de l'approvisionnement de cette ville en or soudanais. Le poids de ces pièces était variable selon l'usure et la qualité de la frappe allant de 4.58g à 4.66g.
Le zayanî avait des sous-multiples en or : demi, quart et huitième. Le zayanî avait aussi son correspondant en pièce d'argent, la « dobla ziyaniya » ou « dobla morisca ».